# Our Airline
Our Airline je letalska družba s sedežem v Yaren, Nauru. Ustanovljena je bila leta september 4, 2006, matično letališče je letališče Nauru. Njeno floto sestavljajo dve Boeing 737-300. Redno letijo med naslednjimi kraji: Brisbane, Newcastle, Sydney, Melbourne (Avstralija), Honiara (Salomonovi otoki), Yaren (Nauru), Tarawa (Kiribati), Nadi (Fidži) in Kingston (Otok Norfolk). Our Airline upravlja in opravlja vse storitve od Norfolk Air.